# 1997 en santé et médecine
| Années de la santé et de la médecine : 1994 - 1995 - 1996 - 1997 - 1998 - 1999 - 2000    |
| Décennies de la santé et de la médecine : 1960 - 1970 - 1980 - 1990 - 2000 - 2010 - 2020 |

Cet article présente les faits marquants de l'année 1997 en santé et médecine.

## Évènements
- Inauguration de l'Institut Albert-Bonniot, futur Institute for Advanced Biosciences.

## Décès
- 2 mai : John Carew Eccles (né en 1903), neurophysiologiste australien, lauréat du prix Nobel de médecine, partagé en 1963 avec  Alan Lloyd Hodgkin et Andrew Huxley pour leurs découvertes concernant l'électrophysiologie.